# Raset (Cervià de Ter)
Raset és un poble del terme de Cervià de Ter, a la comarca del Gironès, al nord-est del cap del municipi. Està situat a poc més de dos kilòmetres de Cervià de Ter. Té al voltant de 120 habitants, separats en tres veïnats: Les Sorreres, Veïnat de Dalt i Veïnat de Baix. És un conjunt que forma part de l'Inventari del Patrimoni Arquitectònic de Catalunya.

## Descripció
Raset és situat al Nord-oest del poble de Cervià de Ter, del qual és agregat. És un petit indret de caràcter rural on destaca l'església de Sant Cristòfol i algunes masies notables, com la de Can Santamaria. No compta amb carrers pròpiament dits sinó amb alguns camins de sorra. L'economia és eminentment rural.
El lloc ja és esmentat al segle xi. El nom de Raset prové d'arrasat, i és que abans per allà hi passava un riu anomenat el Cinyana (el qual encara hi passa però en forma de riera, i el nom del poble abans), i aquest riu va quedar arrasat per la terra. Els llocs d'interès d'aquest veïnat són l'església de Sant Cristòfor i el Museu Raset.
Raset ja fou poblat a l'època romana, ja que s'han trobat les restes d'una gran vil·la romana del segle iii. A l'època medieval hi havia hagut una fortalesa que hostatjava el llinatge dels Raset, els senyors feudals del lloc. D'aquesta família n'hi ha dues sepultures a la Catedral de Girona.